# Theridion piliphilum
Theridion piliphilum là một loài nhện trong họ Theridiidae.
Loài này thuộc chi Theridion. Theridion piliphilum được Embrik Strand miêu tả năm 1907.